# Žune
Žune (cyr. Жуне) – wieś w Bośni i Hercegowinie, w Republice Serbskiej, w mieście Prijedor. W 2013 roku liczyła 97 mieszkańców.